# わりと本格的 絵心教室
『わりと本格的 絵心教室』（わりとほんかくてき えごころきょうしつ）は、任天堂より2009年11月18日に配信が開始されたニンテンドーDSiウェア。開発はKuju EntertainmentのHeadstrong Gamesブランド。日本国外版のタイトルは『Art Academy: First Semester』、『Art Academy: Second Semester』。前期・後期の2つに分けて配信されている。本作を源流とする「絵心教室シリーズ」についても本項に記載する。
2010年6月19日に全てのニンテンドーDSで使用できるパッケージ版『絵心教室DS』（えごころきょうしつディーエス）も発売された。2012年9月13日には続編であるニンテンドー3DS版『新 絵心教室』（しん えごころきょうしつ）が発売された。
2013年8月8日にはレッスンなど一部機能を取り出したWii Uお試し版『絵心教室 スケッチ』（えごころきょうしつ スケッチ）が配信され、2015年11月12日にレッスンやペイントツールのほぼ全てを実装したWii Uパッケージ版『じっくり絵心教室』が発売された。

## 制作背景
タイトルにもある通り、絵の描き方についてアドバイスを交えながら実践して学ぶことができるソフトであり、絵の初心者でも進んで絵を描く楽しさを学ぶことができる。公式サイトの関係者コラムでは、アーティスト経験と教習経験のある開発スタッフ達と、絵に関して初心者、あるいは素人な開発・販売スタッフ達のやり取りを反映している事が記されている。スタッフは、プレイしたユーザーが本作を通して絵画、または絵を描くことへの興味を持ったのなら、ユーザー自らが実際の絵画に触れてみたり、さらに深く学んで見ることも勧めて提案している。

## ペイントツールとしての仕様
レッスンとしてのツールと同時に、アクリル絵具を想定して再現した鉛筆画・水彩画風のアナログ系ペイントツールとしても機能する。あくまで実際の画材で描くような感じを意識しているため、レイヤー機能やアンドゥ・リドゥ機能は実装されていない(ただし、アンドゥについてはレッスンで類する補助はある(下記の「絵のレッスン」の節を参照))。スポイト機能は実装されているが、採取した色は混色を作る際のサンプルとして使われ、採取した色をそのまま使用することはできない。PC用の機能的なペイントツールと比較すれば不便な点はあるが、緻密な絵画を描くことができる潜在性を持っている。
鉛筆は硬度(濃度)が3種類のもの(2H、HB、2B)と消しゴム(細・太の2種)が選択でき、鉛筆を立てる・寝かせる書き方をボタンで選択可能。消しゴムは、1回でさっと消える様なものではなく、段階を経て薄く薄く消えるようになっている。そのため、練り消しゴムのように消す感覚で使用することも可能。絵筆は、平筆と丸筆がそれぞれ細・中・太の3種類用意されている。鉛筆と消しゴムを使用するときは鉛筆モード、絵筆と絵の具を使用するときは水彩モードと呼ばれ、鉛筆モードから水彩モードに移行することはできるが、逆に水彩モードから鉛筆モードにすることはできない仕様である。
絵の具は10色用意されている。この10色の色はパレット上で色を混ぜることができ、10色までストックすることが可能。水を使ってキャンバス上の色を滲ませ、ぼかしたり色を滑らかにすることもできる。また、絵の具の量や水の量も3段階の調節可能である。パレットには色の三原色(サブトラクティブ・ミクシング。今作では赤、青、黄)から2、3次色を挟んで作られたカラーサークルが表示可能で、色を混ぜて作る際、「ある色にある色をどのくらいの濃さで加えると、このような色合いと明度に変化する」といった具合に直観的に変化する色が分かるようになっている。前述のスポイト機能で得た色は、カラーガイドとしてカラーサークル上でピンの形で表示される。
画面は、一段階の拡大やグリッドを表示することが可能で、細かく描いたりモチーフを図りながら描いたりする際の手助けになる。DSのボタンの一部は操作のショートカットとして機能する。

## 絵のレッスン
絵のレッスンは、講師役の「ビンス」の指示のもと、鉛筆・絵筆画、陰影・明暗・ハイライトの付け方や色の質感・補色、モチーフのとらえ方、遠近法など、基礎的な物から順にステップアップしていく構成。前期の方は基礎的な物を6レッスン、後期はより高度な描写法を4レッスン通して学ぶ。これ以外にも、復習のためのミニレッスンがいくつか用意されている。
流れは、レッスンで学ぶ要素についての説明から入り、その後ビンスが実写を元に少しずつ描いていく手本の絵をモチーフに見ながら、アドバイスを受け進めていく。手本にするモチーフを実物に切り替えることもできる。説明はプレイヤーの任意で進められ、描いていく絵の出来はソフト側で判断せず、プレイヤーの判断に任せられる。途中でうまくいかなくなった場合は、いったん説明段階をさかのぼって説明を聞き直し、描き直せるようになっている。
ビンスがレッスンで説明する内容は、絵を描くための説明以外にも、実際の画家が用いた手法や概念を挟んで説明することもある。

## フリーペイント
フリーペイントモードは、前期・後期ともに共通して収録されているモードで、自由に絵を描くことができる。DSiカメラで撮影した写真を、アルバムから参考画像として読み込み、モチーフにすることができる。補助機能としてカメラで撮影する際、グリッドを表示することができる。また、参考画像はモノクロ、アウトライン、光と影、ぼかしの4種類のフィルタがかけられるようになっており、線を抽出した絵を描くなどの練習画像として使うことができる。

## 絵の保存
描いた絵は、DSi本体のアルバムに保存することができ、SDメモリカードに移すこともできる。これにより、メモリーカードを通して描いた絵をパソコンに保存したり、ウェブにアップロードすることができる。アルバムに保存する際、額縁となるフレームを設定可能。また、作業途中の絵も、レッスン・フリーペイントごとに1つだけ保存することができ、同様にSDカードから他の記録媒体に移すことができる。
なお、一度完成させて保存した絵を、フリーペイントモードで上書きして描くことはできない(参考画像にして、見ながら真似ていくことはできる)。

## 絵心教室DS
『絵心教室DS』は、2010年6月19日に発売されたニンテンドーDS用ソフトとしてまとめられたパッケージ版。同日に値下げされると共に新カラー3色が発売されたニンテンドーDSi LLに合わせて出された。DSiウェア版2本の内容にフレームとミニレッスンを数点追加して収録しているが、若干仕様が変更されている。
モチーフ用の写真が数十点収録されており、カメラ機能の無いDSでもDS画面内のモチーフとして表示することができる。DSiは従来通りカメラの機能を使うことができる。絵の保存はDSカード内になりSDカードに移すことはできなくなったが、完成した絵や撮影した写真は約80枚程度まで保存でき、途中保存の絵も各3枚まで保存できるようになっている。
なお、体験版としてリンゴの絵を描くレッスンを、他のDSに配信することができる。
初回出荷本数は少なかったが、ほぼ完売する高セールスとなり、任天堂の調査では顧客満足度も高かった事が述べられている。
テレビCMでは、女性芸人のイモトアヤコが出演していた。なお、テレビCMのうち最初期に公開されたものでは、イモトの後姿が僅かに映るのみで誰が出演しているのか判別出来ず、その後に公開されたCMで「絵を描いていた」「絵の題材となっていた女性がイモトだった」と判明するという連続構成になっていた。
みんなのニンテンドーチャンネルではオリエンタルラジオの中田敦彦と藤森慎吾が出演。自由体験のはじめて編、中田が波、藤森がリンゴのレッスンを体験するレッスン編、お互いの顔を同時に描きながらデッサンし合う実戦編の3部構成となっている。

## 新 絵心教室
『新 絵心教室』（しん えごころきょうしつ）は、任天堂より2012年9月13日に発売されたニンテンドー3DS用ゲームソフト。北米では『Art Academy: Lessons for Everyone!』、欧州・豪州では『New Art Academy』のタイトルで発売された。
基本的な仕様はDS版を踏襲しており、先生役のビンスにソフトの操作方法・絵の描き方・色彩理論・美術史などを教わりながら3DSのタッチパネルを使って示された手順に添いつつ自ら絵を描いて絵の上達を目指していく。
個々のレッスンはソフトの操作方法や描き方の手順を細かく説明した「普通のレッスン」と、説明が簡略化された「ミニレッスン」とに別れて1つのテーマを構成している(ただし、はじめてのレッスン「さくらんぼ」とレッスン1「チューリップ」に付随するミニレッスンはない)。
油絵・水彩画・鉛筆デッサン・パステル画など使用する画材から写実的・デフォルメなど対象の描き方に渡るバラエティに富んだレッスンが含まれている。
ハードが3DSになったことでDSに比べて高解像度の絵が作成可能となり、使える画材も増え、鉛筆、絵の具に加え色鉛筆、パステルも使用出来るようになったり、画材としてキャンパスや紙も選べるようになっている。
作成した絵はJPGファイルとして書き出すことが可能で、書き出した絵は3DSのカメラソフト(画像ビュアーソフト)で参照したりSDメモリーカードを介してPCなどに移すことが出来る。
ソフトに標準収録されたレッスン以外にダウンロードコンテンツとして追加レッスンをNintendo eShopから購入できる。

### 収録レッスン(ソフトに収録されているもの)

#### 入門コース
- さくらんぼ
- チューリップ
- 木
- マッシュルーム(ミニレッスン)
- メロン
- アボカド(ミニレッスン)
- 風車
- 水車小屋(ミニレッスン)
- 大麦畑
- 雲(ミニレッスン)
- 鯉
- 馬(ミニレッスン)
- 彫像
- 手(ミニレッスン)
- 海岸線
- 川(ミニレッスン)

#### 応用コース
- 桃と水差し
- オレンジ、水差し、布(ミニレッスン)
- 白髪の男性
- 黒髪の女性(ミニレッスン)
- 街のトンネル
- 橋(ミニレッスン)
- 滝
- 夕焼け(ミニレッスン)
- 花
- ブーケ(ミニレッスン)
- スカーフを巻いた女性
- 本を読む男の子(ミニレッスン)
- ロンドン塔
- 城跡(ミニレッスン)
- ウェストミンスター
- リッチモンド(ミニレッスン)

## 特定キャラクターを題材にしたソフト
下記2作品は本作と同様にHeadstrong Gamesが開発したニンテンドー3DS用ペイントソフト。日本語版タイトルに「絵心教室」を冠していないが、「絵心教室」の英語タイトルが「アートアカデミー」（Art Academy）であり、英語圏ではそれぞれシリーズの1作として扱われている。
- ポケモンアートアカデミー - ポケットモンスターが題材
- ディズニーアートアカデミー - ディズニー、ピクサー作品のキャラクターが題材

## 同系ソフト
- アーティストになろう!シリーズ
- うごくメモ帳
- Colors! 3D

## 外部サイト
- 日本語版公式サイト
  - わりと本格的 絵心教室　前期・後期
  - 絵心教室DS 公式サイト
  - 新 絵心教室 公式サイト
  - 社長が訊く『新 絵心教室』
  - 絵心教室 スケッチ 公式サイト
  - じっくり絵心教室 公式サイト
  - Nintendo Online Magazine 2010年6月号 絵心教室であなたも画伯に！　気軽に始める絵画のレッスン
- 英語版公式サイト
  - Art Academy: First Semester for Nintendo DS
  - Art Academy: Second Semester for Nintendo DS
  - 絵心教室DS 英語版サイト
  - 絵心教室DS  欧州版サイト
  - 絵心教室DS 豪州版サイト